# Sacabamba (ort i Bolivia)
Sacabamba är en ort i Bolivia.   Den ligger i departementet Cochabamba, i den centrala delen av landet, 150 km norr om huvudstaden Sucre. Sacabamba ligger 3 294 meter över havet och antalet invånare är 636.
Terrängen runt Sacabamba är huvudsakligen kuperad, men västerut är den platt. Runt Sacabamba är det glesbefolkat, med 10 invånare per kvadratkilometer.. Närmaste större samhälle är Alalay, 14,7 km nordost om Sacabamba.
Trakten runt Sacabamba består i huvudsak av gräsmarker.